# Liam Heath
Liam Heath (n. 17 august 1984, Guildford, Anglia, Regatul Unit) este un caiacist ce a reprezentat Regatul Unit al Marii Britanii și al Irlandei de Nord, medaliat olimpic. A participat la 3 ediții ale Jocurilor Olimpice (2012, 2016, 2020) în care a câștigat o medalie de aur, o medalie de argint și o medalie de bronz.